# Aouleigatt
Aouleigatt este o comună din departamentul Ouad Naga, Regiunea Trarza, Mauritania, cu o populație de 8.467 locuitori.